# Xeramoeba arabica
Xeramoeba arabica är en tvåvingeart som beskrevs av Greathead 1980. Xeramoeba arabica ingår i släktet Xeramoeba och familjen svävflugor.
Artens utbredningsområde är Saudiarabien. Inga underarter finns listade i Catalogue of Life.